# Ferruzzano
Ferruzzano è un comune italiano di 703 abitanti della città metropolitana di Reggio Calabria in Calabria.

## Origini del nome
Le ipotesi sull'origine dell'attuale toponimo sono essenzialmente due:
- potrebbe venire da un prediale Ferrucianus o da un cognome Ferocianus
- da Vruzzano, nome dialettale di Bruzzano, il cui sito anticamente si trovava presso Ferruzzano, avrebbe avuto luogo l'attuale nome.

## Storia

### Simboli
Lo stemma del Comune di Ferruzzano è stato concesso con decreto del presidente della Repubblica del 13 febbraio 2006.
Il gonfalone è un drappo di giallo con la bordatura di azzurro.

## Società

### Evoluzione demografica
Abitanti censiti

## Cultura

### I Palmenti di Ferruzzano
Ferruzzano è il paese con il più alto numero di palmenti al mondo: antiche vasche (solitamente due), scavate nella roccia e collegate da un canale, in cui avveniva la pigiatura dell'uva per produrre il mosto. Sono stati censiti più di 160 su l'intero territorio comunale.
Utilizzati in scala industriale tra l'età ellenistica e tutta quella romano imperiale, l'utilizzo si è protratto quasi fino ai giorni nostri. Sono presenti in tutta l'area del Mediterraneo, dalla Georgia (che presenta esemplari di quasi 3.000 anni fa) al Portogallo, passando per la Spagna, l'Italia, la Francia, etc.
Sono presenti alcuni esemplari millenari che riportano la croce bizantina, incisioni greche o armene, la loro presenza testimonia l'alta vocazione vitivinicola del territorio. Ai beni si sta interessando su spinta del prof. Orlando Sculli, il Fondo Ambiente Italiano.

### Ferruzzano nel cinema
Nel 2015 a Ferruzzano è stata ambientata la pellicola Agarthi - Una storia da non raccontare. L'opera, che ottenne un buon successo nazionale ed internazionale, è dedicata alle vittime del terremoto che nel 1907 interessò il territorio ferruzzanese. Il film viene presentato a Londra, Monaco di Baviera, Francoforte e Lussemburgo. Nell'ottobre 2015, il libro box Agarthi è consegnato al Presidente della Repubblica Italiana, Sergio Mattarella, per la conservazione nella Biblioteca del Quirinale a Roma.
Nel 2016 viene filmata a Ferruzzano (Frazione Saccuti) l'opera cinematografica Rica - L'ultima grande storia (pellicola inerente tematiche sociali rilevanti e basata sulle musiche dei Beatles). Il progetto filmico verrà presentato a Liverpool, Londra e Roma. In seguito a tale avvenimento, l'Amministrazione Comunale, intitolerà a John Lennon il nascente anfiteatro della cittadina (unica struttura dedicata all'artista in Calabria).
Nel 2017, sempre nel borgo antico di Ferruzzano, viene filmato Sanremo: pallido fiore. L'opera che avrà un buon successo a livello nazionale, viene presentata presso il Teatro Ariston di Sanremo (IM). Gli attori, gli autori unitamente agli studenti dei Licei "G. Mazzini" di Locri, che hanno cooperato attivamente alla realizzazione del progetto filmico, vengono ricevuti al Quirinale dal presidente della Repubblica Italiana Sergio Mattarella a cui consegnano una copia dell'opera. Nel 2021 viene parzialmente girato a Ferruzzano anche il cortometraggio "Nautilus". Le quattro opere filmiche e culturali sono state curate dall'artista Bruno Panuzzo.
Nel 2018 va in scena la serie televisiva ZeroZeroZero, che dopo una prima tornata di riprese a New Orleans ha girato a Ferruzzano il maggior numero di scene per poi muoversi alla volta di Messico, Marocco e altri piccoli borghi dell'Aspromonte (San Luca, Bova, etc.). La scelta di girare a Ferruzzano il maggior numero di riprese non è stata casuale: a detta del regista Trapero i colori dorati della roccia arenaria utilizzati per costruire le abitazioni ormai abbandonate, unitamente a un ampio panorama alle spalle del borgo hanno costituito una suggestiva cornice.
A novembre dello stesso anno, vanno in scena le riprese di Via dall'Aspromonte, tratto dall'omonimo romanzo di Pietro Criaco.

## Infrastrutture e trasporti
Nel territorio di Ferruzzano si trova la SS 106 Jonica.

## Amministrazione
| Periodo           | Periodo          | Primo cittadino           | Partito                     | Carica                  | Note          |
| ----------------- | ---------------- | ------------------------- | --------------------------- | ----------------------- | ------------- |
| 28 ottobre 1988   | 19 gennaio 1989  | Giovanni Sculli           | Partito Socialista Italiano | Sindaco                 | [ 6 ]         |
| 19 gennaio 1989   | 23 giugno 1989   | Tommaso Mondello          |                             | Commissario prefettizio | [ 7 ]         |
| 23 giugno 1989    | 10 maggio 1990   | Giovanni Sculli           | Partito Socialista Italiano | Sindaco                 | [ 6 ] [ 8 ]   |
| 10 maggio 1990    | 23 luglio 1990   | Attilio Battaglia         |                             | Commissario prefettizio | [ 9 ]         |
| 23 luglio 1990    | 17 agosto 1991   | Francesco Attilio Marando | Democrazia Cristiana        | Sindaco                 | [ 10 ]        |
| 21 settembre 1991 | 13 giugno 1994   | Pasquale Adolfo Cristiano | Indipendente                | Sindaco                 | [ 11 ]        |
| 13 giugno 1994    | 25 maggio 1998   | Domenico Silvio Pizzi     | Lista civica                | Sindaco                 | [ 12 ]        |
| 25 maggio 1998    | 28 maggio 2002   | Vincenzo Focà             | Lista civica                | Sindaco                 | [ 13 ]        |
| 28 maggio 2002    | 29 maggio 2007   | Vincenzo Focà             | Lista civica                | Sindaco                 | [ 14 ]        |
| 29 maggio 2007    | 8 maggio 2012    | Maria Romeo               | Lista civica                | Sindaco                 | [ 15 ]        |
| 8 maggio 2012     | 12 giugno 2017   | Maria Romeo               | Lista civica                | Sindaco                 | [ 17 ]        |
| 12 giugno 2017    | 16 novembre 2020 | Domenico Silvio Pizzi     | Lista civica                | Sindaco                 | [ 19 ] [ 20 ] |
| 16 novembre 2020  | 5 ottobre 2021   | Antonino Crea             | Lista civica                | Vicesindaco reggente    | [ 21 ]        |
| 5 ottobre 2021    | in carica        | Domenico Silvio Pizzi     | Lista civica                | Sindaco                 | [ 22 ]        |